# اووشن پاینز (مریلند)
اووشن پاینز (به انگلیسی: Ocean Pines) شهری در ایالت مریلند کشور ایالات متحده آمریکا است که جمعیت آن در سرشماری سال ۲۰۱۰ میلادی، ۱۱٬۷۱۰ نفر بوده‌است.